# Giraffa camelopardalis peralta
A Girafa da África Ocidental ( Giraffa cameloppardilis peralta)  ou Girafa - peralta, também conhecida como Girafa do Níger é uma espécie ou subespécie de Girafa que se distingue pelas suas manchas de cor clara. O seu último rebanho auto-sustentável encontra-se no Sudoeste do Níger, apoiado por refúgios na região do Dosso e no centro turístico de Koure, cerca de 80 km a sudeste de Niamei .
No século XIX, habitava do Senegal ao Lago Chade, mas a partir de 2011 esta subespécie só sobrevive em alguns bolsões isolados contendo cerca de 400 indivíduos no total. Todas as chamadas Girafas - peralta em cativeiro, são agora conhecidas como Girafas do Cordofão ( G. c. antiquorum ).

## História evolutiva
Estudos mais antigos sobre subespécies de girafas fizeram com que alguns pesquisadores questionassem o status separado da Girafa - peralta e a Girafa de Cordofão (Giraffa camelopardalis antiquorum). Os testes genéticos publicados em 2007 confirmaram a distinção das duas espécies.
A maioria das girafas em cativeiro do noroeste da África estão em parques franceses, resultado das colonizações francesas na África Ocidental. Anteriormente, essas girafas eram tratadas como sendo da espécie da Girafa - peralta, mas quando a análise genética revelou que apenas as girafas a oeste do Lago Chade pertencem a esta subespécie, as populações nos zoológicos europeus foram classificadas como Girafas de Cordofão. A Girafa - peralta está mais intimamente relacionada com as Girafas da África Oriental do que com as da África Central , oque pode significar que seu ancestral pode ter migrado do Leste para o Norte de África durante o Quaternário e depois para a África Ocidental com o desenvolvimento do deserto do Saara.O Lago Chade pode ter funcionado como uma barreira entre as Girafas - peraltas  e as Girafas do Cordofão durante o Holoceno .

## Distribuição e habitat
A população das Girafas - peraltas depende da migração sazonal entre as terras baixas relativamente resistentes à seca do vale do rio Níger e as terras altas mais secas perto de Koure. Nesta área, o habitat permite que faixas de árvores prosperem em climas que de outra forma poderiam se tornar mais típicos de deserto.

### Motivos de Ameaça de extinção
Antes da Primeira Guerra Mundial, na época das administrações coloniais europeias, as Girafas - peraltas viviam em bolsões nas regiões do Sahel e da savana da África Ocidental . O crescimento populacional, envolvendo agricultura e a caça mais intensivas, uma série de secas desde o final do século XIX e a destruição ambiental (tanto natural como provocada pelo homem) contribuíram para o seu declínio dramático. Ainda na década de 1960, antes da seca do Sahel que durou até o início da década de 1980, as populações de Girafa - peraltas existiram no Senegal, Níger, leste do Mali, norte do Benim, norte da Nigéria, sudoeste do Chade e norte dos Camarões, mas pesquisas genéticas recentes mostraram que as populações do norte dos Camarões e do sul do Chade são, na verdade, a Girafa do Cordofão ( G. c. antiquorum ). Portanto, as girafas que permanecem no Parque Nacional de Waza (Camarões) pertencem à espécie da Girafa do Cordofão, enquanto a única população viável remanescente da Girafa - peralta está no Níger. No Níger, foram reportados rebanhos na região de Agadez e em todo o oeste e sul do país. Os rebanhos também viajavam regularmente para a região de Gao, no Mali, e por todo o vale do rio Níger, no Níger. A seca atingiu novamente nas décadas de 1980 e 1990, e em 1991 havia menos de 100 no país, com o menor rebanho na região ocidental de Dosso sendo de menos de 50  indivíduos dispersos ao longo do vale do rio Níger, movendo-se do Benin para o Mali e agarrando-se no Parque Nacional W e reservas próximas.

## Ecologia e comportamento
A girafa da África Ocidental sobrevive principalmente com uma dieta de folhas de Acacia albida e Hyphaene thebaica, bem como de Annona senegalensis, Parinari macrophylla, Piliostigma reticulatum e Balanites aegyptiaca, podendo consumir 30 kg de vegetação por dia. No final da década de 1990, um projeto anti desertificação para a área em torno de Niamey, incentivou o desenvolvimento de empresas de corte de madeira. Um efeito não intencional disso foi a destruição de muitos habitats de tigres e girafas na região. Desde então, o governo do Níger tomou medidas para limitar o corte de madeira na área.

## Conservação

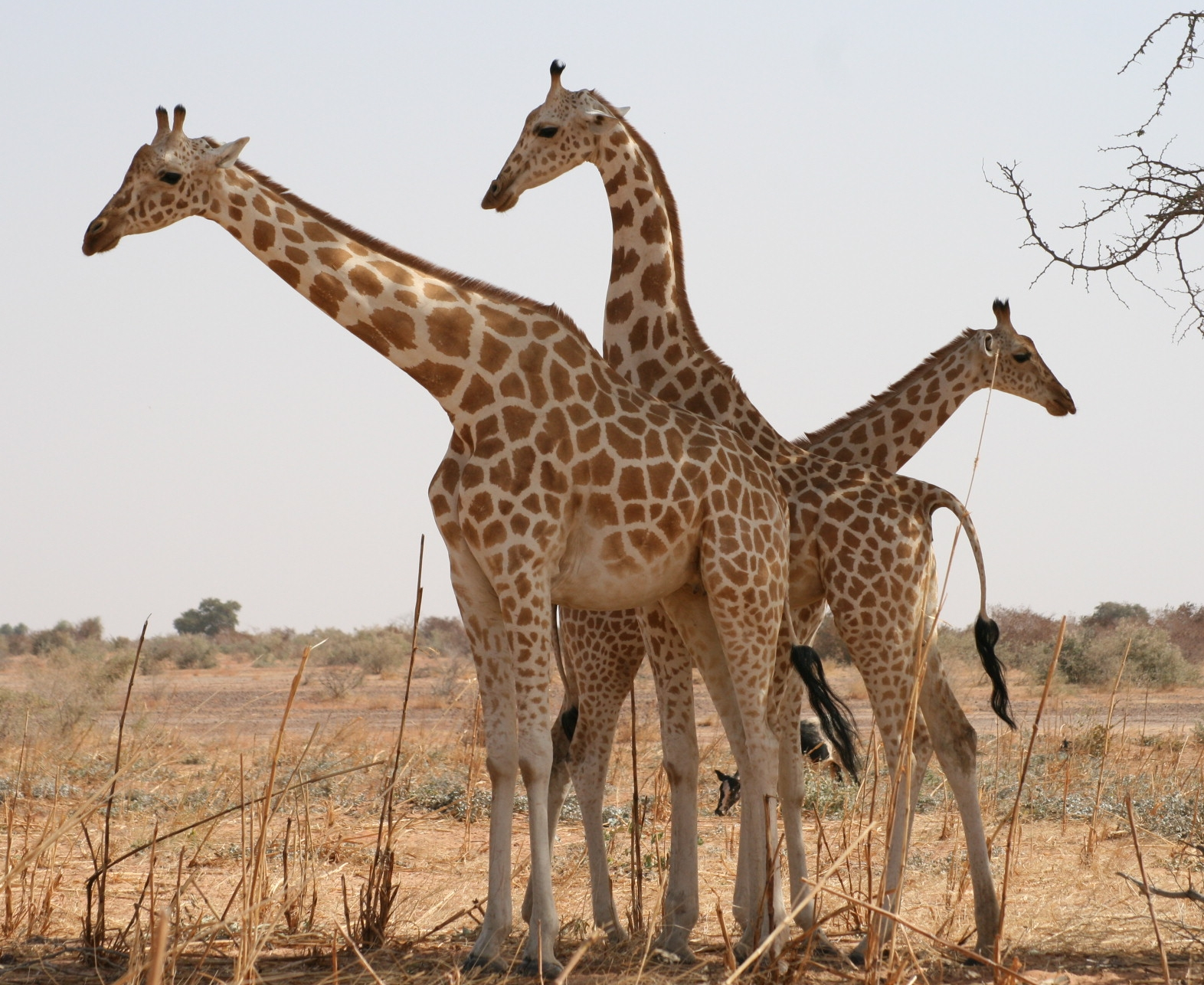
Girafas - peraltas perto de Kouré, Níger

Em meados da década de 1990 existiam apenas 49 em toda a África Ocidental . Estas girafas foram formalmente protegidas pelo governo do Níger e agora aumentaram para 600. Os esforços de conservação desde a década de 1990 levaram a um crescimento considerável da população, embora em grande parte limitado ao único rebanho Dosso . De um mínimo de 50 indivíduos, em 2007 o rebanho cresceu para cerca de 175 indivíduos selvagens, 250 em 2010 e 310 na contagem do governo do Níger em 2011. Havia cerca de 400 a 450 indivíduos selvagens em 2016. Esforços intensivos foram feitos no Níger, especialmente na área logo ao norte da Reserva Parcial de Fauna Dosso . A partir daí, o maior rebanho existente migra sazonalmente para as terras altas mais secas ao longo do vale de Dallol Bosso, até ao norte até Kouré, cerca de 80 km a sudeste de Niamey . Esta área, embora sob pouca regulamentação formal, é o centro dos esforços nigerinos e internacionais para manter o habitat, suavizar as relações entre o rebanho e os agricultores da área e proporcionar oportunidades para o turismo, organizado pela Associação para Salvaguardar Girafas no Níger .